# Возлавкі
Возлавкі (пол. Wozławki, нім. Wuslack) — село в Польщі, у гміні Біштинек Бартошицького повіту Вармінсько-Мазурського воєводства.
Населення — 371 особа (2011).
У 1975-1998 роках село належало до Ольштинського воєводства.

## Демографія
Демографічна структура станом на 31 березня 2011 року:
|          | Загалом | Допрацездатний вік | Працездатний вік | Постпрацездатний вік |
| -------- | ------- | ------------------ | ---------------- | -------------------- |
| Чоловіки | 190     | 55                 | 119              | 16                   |
| Жінки    | 181     | 36                 | 105              | 40                   |
| Разом    | 371     | 91                 | 224              | 56                   |